# 金永春
金 永春（キム・ヨンチュン、日本語読み：きん・えいしゅん。1936年3月4日 -
2018年8月16日）は、朝鮮民主主義人民共和国（北朝鮮）の軍人、政治家。朝鮮人民軍総参謀長、人民武力部長、人民武力省総顧問、朝鮮民主主義人民共和国国防委員会副委員長、朝鮮労働党中央委員会政治局員、朝鮮労働党中央軍事委員会委員を歴任。軍事称号は朝鮮人民軍元帥。
金英春と表記されることもある。

## 経歴
咸鏡北道会寧(北朝鮮公式発表は両江道普天郡、1936年の時点は咸鏡南道甲山郡)出身、朝鮮解放後、万景台革命学院と姜健総合軍官学校入学。ソ連のフルンゼ名称軍事アカデミーに留学後、軍部内で台頭。1971年から朝鮮人民軍総参謀部上級参謀、軍団参謀部副部長、1979年から総参謀部局長を務めた。
1980年、党中央委員候補に選出。1982年から朝鮮人民軍連合部隊と総参謀部の責任ある位置で活動し。
1986年に党中央委員に選出。同年12月に総参謀部作戦局長に任命。1992年には大将に昇格した。しかし作戦局長の当時、過誤を犯したことによって、地方の旅団の副旅団長に左遷され、その後、軍需動員総局長を経て、1994年3月、人民軍第6軍団長に任命。
1994年7月の金日成の死後、反金正日運動を抑え、金正日の信任を得たとされる。1995年10月8日、人民軍次帥の称号を授与され、同月には朝鮮人民軍総参謀長に任命された。以後、12年にわたって軍総参謀長を務めた。
1995年以降、朝鮮人民軍が行ってきた韓国に対する挑発行為の数々は、金永春が主導したものとみられている。
1996年9月の江陵浸透事件、1998年6月の東海岸潜水艦浸透事件、8月のテポドン1号発射事件、1999年6月の第一次延坪海戦、2002年6月の第二次延坪海戦、2006年10月の北朝鮮核実験などは、いずれも彼が軍総参謀長だった時期に起こった事件である。
1998年9月5日、第10期最高人民会議第1回会議において国防委員会委員に選出。2007年4月11日、第11期最高人民会議第5回会議において国防委員会副委員長に選出され、総参謀長を退任した。2008年9月9日に行われた建国60周年の軍事パレードでは、金正日が不在の中「偉大なる金正日同志万歳！」と演説。
2009年2月11日、人民武力部長に任命。金正日の側近の一人となり、金正日の現地指導には、常に金永春の姿があったという。
2010年10月28日の第3回党代表者会において党政治局委員に補選され、党内序列第6位に昇格した。
2011年8月11日、韓国の聨合ニュースは、金正恩への権力継承が進む中で、金永春の威信が「無力化」したと言う韓国のハンナラ党関係者の発言を報道した。同関係者は「このため、北朝鮮軍部内で混乱が生じているのはもちろん、状況次第では朝鮮半島情勢が危機的な状況につながる恐れがある」と述べた。その上で、「北朝鮮軍部内の強硬派の動きを注視する必要がある」とした。
ただ、このニュースが伝えられた後の8月20日に金正日がロシアを訪問し、そして、24日にロシア連邦大統領ドミートリー・メドヴェージェフと会談した際に軍服姿で金正日に同行している姿がニュース映像で確認できるため、聨合ニュースが伝えた金永春の権威失墜のニュースの真相は定かではない。
2011年9月9日、朝鮮民主主義人民共和国建国63周年記念の労農赤衛隊のパレードの際に再び演説。同年12月の金正日国葬に際して葬儀委員会序列第5位となり、告別式では張成沢らとともに霊柩車に付き添って行進した。
2012年4月に人民武力部長を退任し、同4月11日の第4回党代表者会において党中央委員会部長に転出した。
2014年4月9日の第13期最高人民会議第1回会議で国防委員会副委員長に選出されず同職を退任。同年、人民武力省総顧問となった。
2016年4月14日、党中央委員会・党中央軍事委員会・国防委員会の決定により、李乙雪死去後に空席となっていた人民軍元帥に昇格した。
2016年5月に開催された朝鮮労働党第7次大会で党中央委員に選出されたが、党中央委員会政治局、同党中央軍事委員会の名簿に掲載されず、政治局員と中央軍事委員会委員からの退任が確認された。
2018年8月16日3時10分、死去、82歳没。金正恩朝鮮労働党委員長が国家葬儀委員長に就任、同月20日、国葬。

## 人物
『平壌の水槽』の著者姜哲煥は、金永春を「金正日のコード（好み、考え）だけに合わせる」機を見るに敏な政治的嗅覚の持ち主である反面、残忍で恐ろしい一面を有していたと指摘している。金正恩の生母高容姫を「平壌のオモニ」と呼んで顕彰、賞賛する活動を大々的に展開したのが金永春だったといわれる。北朝鮮の体制に不満をもつ将校数百人が処刑される事件（第6軍団事件）が1996年にあったが、特殊部隊を派遣して全員逮捕、全員処刑したのも金永春であった。目撃者の証言では、逮捕された高級軍人たちは服を全部はがされ、手足を縛られて食肉用冷凍車に吊るして運ばれたという。